# Bracon monitor
Bracon monitor är en stekelart som först beskrevs av Charles Thomas Brues 1924.  Bracon monitor ingår i släktet Bracon och familjen bracksteklar. Inga underarter finns listade.